# Niko Kovač
Niko Kovač (født 15. oktober 1971 i Vestberlin, Vesttyskland) er en pensioneret tyskfødt kroatisk fodboldspiller og nuværende fodboldtræner, der spillede som defensiv midtbanespiller hos de tyske Bundesliga-klubber, Hertha Berlin, Bayer Leverkusen, Hamburger SV og FC Bayern München. Bedst husket er han for sine i alt otte sæsoner hos Hertha Berlin i sin fødeby. Han er i dag træner for FC Bayern München
Kovač vandt med Bayern München i 2003 både det tyske mesterskab og DFB-Pokalen. Med Red Bull Salzburg var han med til at vinde det østrigske mesterskab i 2007.
Kovač er storebror til en anden kroatisk fodboldspiller, Robert Kovač, som han blandt andet har spillet sammen med i årevis på det kroatiske landshold.

## Landshold
Kovač nåede gennem sin karriere at spille 83 kampe og score 15 mål for Kroatiens landshold, som han repræsenterede fra 1999 frem til karrierestoppet i 2009. Han har i en årrække holdets anfører, og var en del af landets trup til både VM i 2002, EM i 2004, VM i 2006 samt EM i fodbold 2008.

## Titler
Bundesligaen
- 2003 med Bayern München

DFB-Pokal
- 2003 med Bayern München

Østrigsk Bundesliga
- 2007 med Red Bull Salzburg